# 台東直隸州吏目
台東直隸州吏目（たいとうちょくれいしゅうりもく）は台湾の台東が直隸州の管轄となった際に台東地区に設置された地方官の名称。清朝統治時代では台東直隸州知州の属官と定められており、卑南撫墾委員（局長とも）を兼任していた。官秩は従九品、1890年に初めて設置された。台湾民主国が建国を宣言した際には台東直隸州判に昇格している。

## 歴代吏目
1. 袁継安 : 1890年（光緒16年）
2. 兪鵬 : 1891年（光緒17年） - 1893年（光緒19年）
3. 姜春棠 : 1893年（光緒19年）- 1895年（光緒21年）
4. 張廷玉 : 未着任